# Strošovský močiar
Strošovský močiar je přírodní památka v oblasti v katastrálním území obce Červený Kameň v okrese Ilava v Trenčínském kraji na Slovensku. Území bylo vyhlášeno v roce 1989 s rozlohou 0,77 hektaru. Předmětem ochrany je zazemněné sesuvné jezírko s populací vrby slezské (Salix sileciaca) a kapradiníku bažinného (Thelypteris palustris).